# Jacob Kogan
Pour les articles homonymes, voir Kogan.
Jacob Kogan (né le 28 mai 1995 à New York, États-Unis) est un acteur américain.
Son rôle-titre de Joshua Cairn dans le thriller psychologique Joshua en 2007 et celui de Spock enfant dans Star Trek de J. J. Abrams en 2009 sont remarqués et contribuent à le faire connaître auprès du public.

## Biographie
Jacob Kogan est né à New York, où il vit. Il est le fils aîné de Paul Mikhailovich Kogan, homme d'affaires d'ascendance russe et de Deborah Copaken Kogan, photojournaliste et auteur ; son livre Voleuse d'images  (ISBN 9782845880320), paru en français en 2001 chez l'éditeur Florent Massot, est un reportage sur le retrait des troupes soviétiques d'Afghanistan.
Il fait ses débuts en 2006 dans l'épisode Cooperation de la série télévisée Wonder Showzen. L'année suivante, le réalisateur George Ratliff lui offre le rôle-titre de Joshua, le fils démoniaque de Brad et Abby Cairn dans le film  Joshua. Sa prestation lui vaut d'être nommé dans la catégorie Meilleure performance dans un film - Premier rôle masculin, aux Young Artist Awards.
En 2008, il est Spencer, l'un des enfants du couple Nancy et Ira Bernstein dans le film Wherever You Are ; consécutivement à de nombreux dysfonctionnements, cette famille entreprend un travail thérapeutique. Il joue Spock enfant dans Star Trek en 2009.
De 2009 à 2010, il apparaît dans 16 épisodes de Delocated dans le rôle de David, l'enfant unique de Jon et Susan. En 2011, il est Tripp Raines dans Blood Brothers, le 3e épisode de la saison 13 de New York, unité spéciale, réalisé par Tom DiCillo.

## Filmographie

### Cinéma
- 2007 : Joshua : Joshua Cairn
- 2008 : Wherever You Are : Spencer Bernstein
- 2009 : Star Trek : Spock enfant

### Télévision
- 2006 : Wonder Showzen : Cooperation (Saison 2, épisode 6) : Wonder Showzen enfant
- 2009-2010 : Delocated (16 épisodes) : David
- 2011 : New York, unité spéciale (saison 13, épisode 3) : Tripp Raines
- 2013-2014 : The Tomorrow People : Luca Jameson